# فرودگاه بورونگان
فرودگاه بورونگان (به انگلیسی: Borongan Airport) (به زبان بومی: Paliparan ng Lungsod ng Borongan) یک فرودگاه همگانی با کد یاتا BPR است که یک باند فرود بتن دارد و طول باند آن ۱۱۹۹ متر است. این فرودگاه در کشور فیلیپین قرار دارد و در ارتفاع ۲ متری از سطح دریا واقع شده‌است.